# 谢强
谢强（1969年—），贵州开阳人，汉族，中华人民共和国政治人物、第十二届全国人民代表大会贵州地区代表。
毕业于贵州农学院畜牧专业。加入中国民主建国会。2013年，担任全国人大代表。